# Clavatulidae
Famille
Les Clavatulidae sont une famille de mollusques gastéropodes marins de l'ordre des Neogastropoda.

## Liste des genres
Selon World Register of Marine Species (16 mars 2016) :
- genre Benthoclionella Kilburn, 1974
- genre Caliendrula Kilburn, 1985
- genre Clavatula Lamarck, 1801
- genre Clionella Gray, 1847
- genre Fusiturris Thiele, 1929
- genre Gemmuloborsonia Shuto, 1989
- genre Hemisurcula Casey, 1904 †
- genre Makiyamaia Kuroda, 1961
- genre Perrona Schumacher, 1817
- genre Pusionella Gray, 1847
- genre Scaevatula Gofas, 1990
- genre Tomellana Wenz, 1943
- genre Toxiclionella Powell, 1966
- genre Trachydrillia Nolf & Swinnen, 2010
- genre Turricula Schumacher, 1817

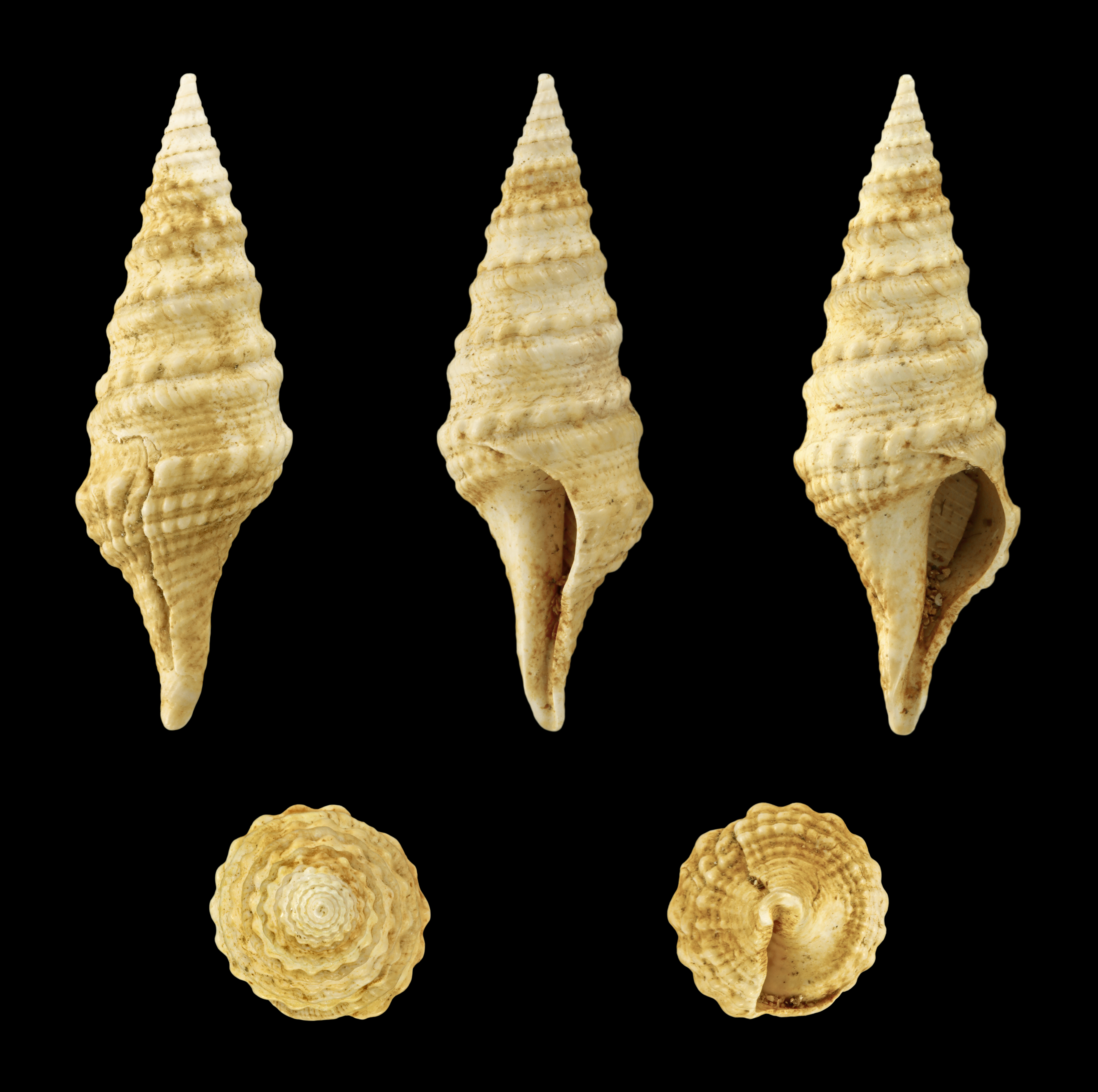
Clavatula asperulata.
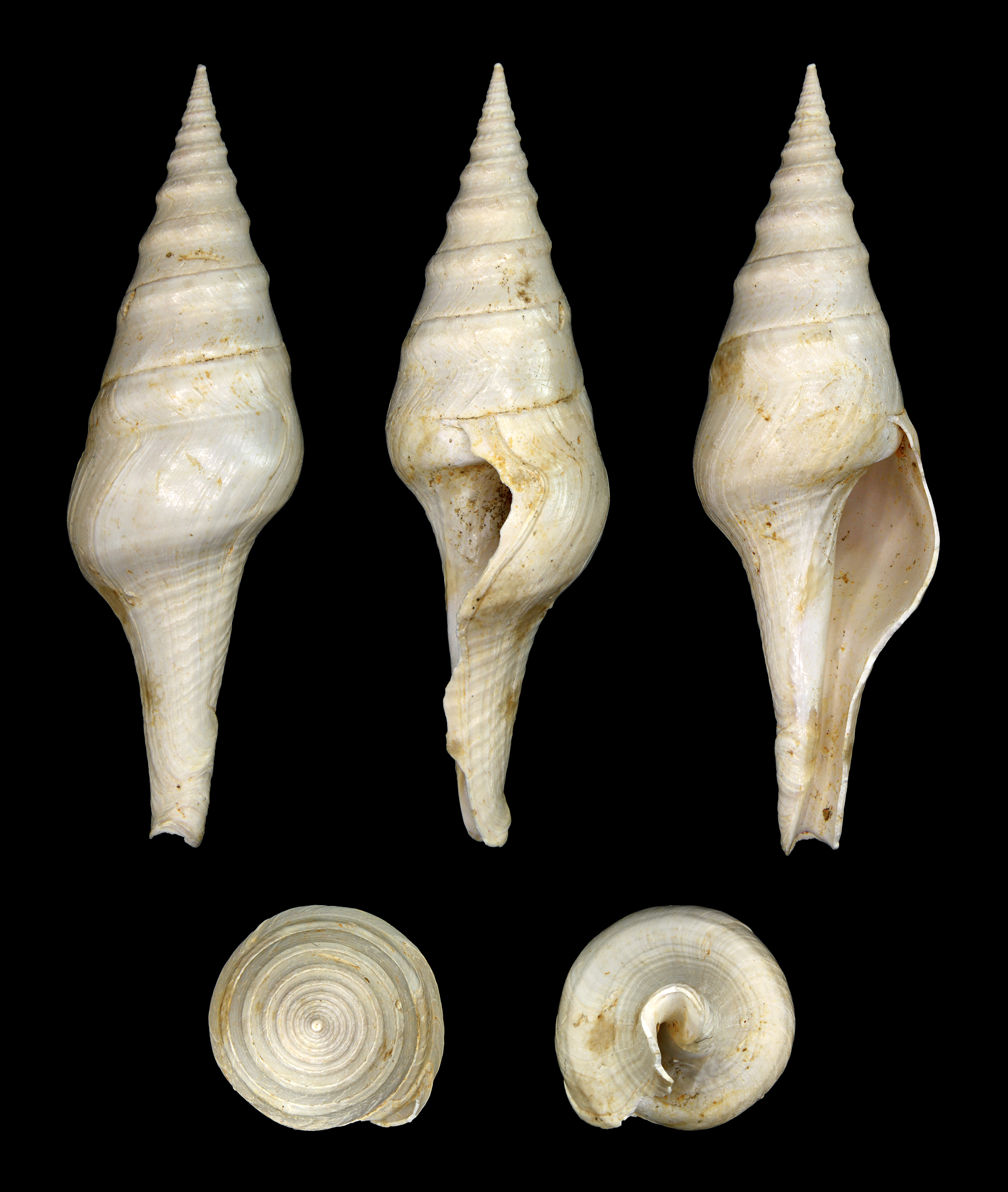
Perrona semimarginata.
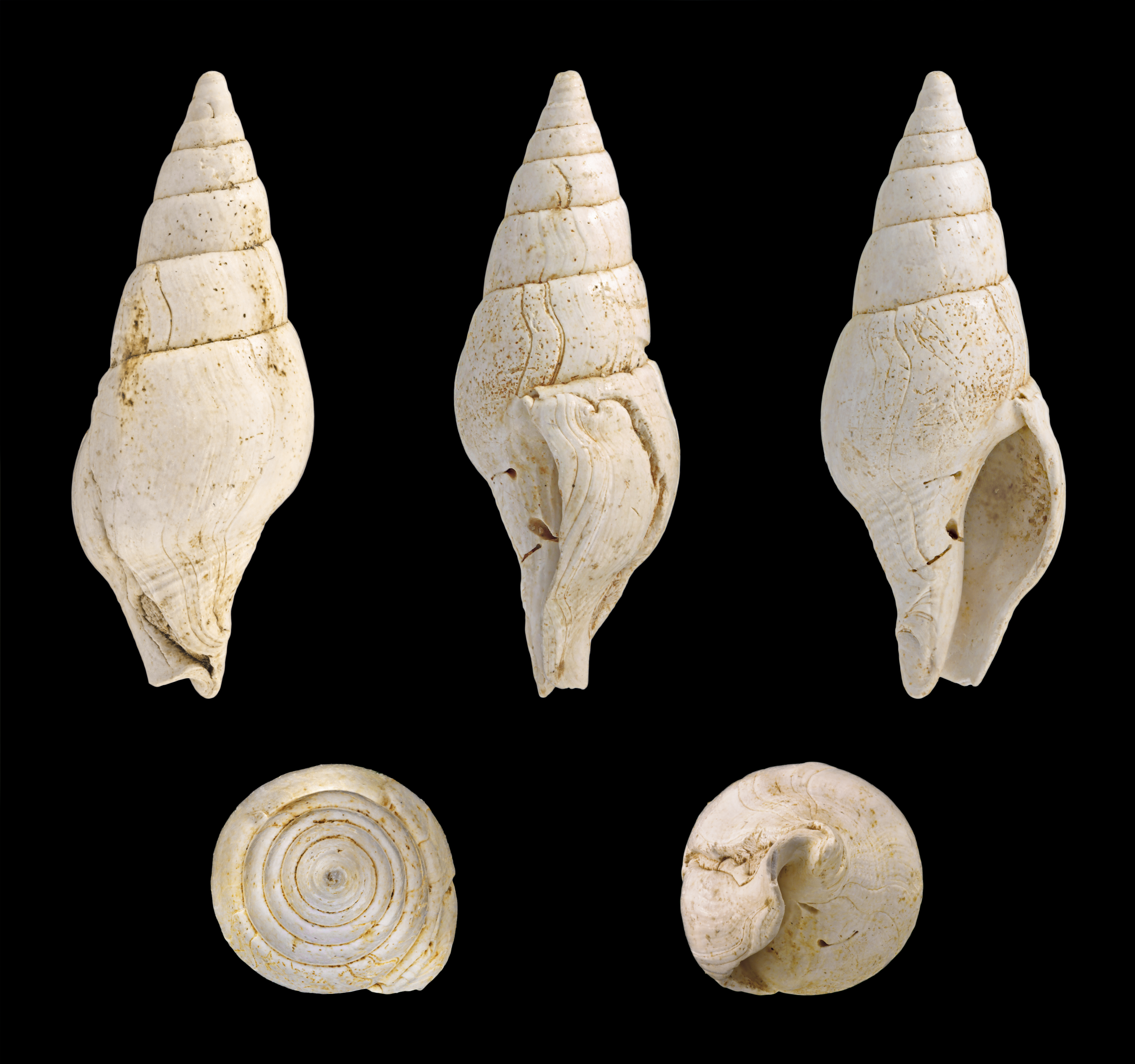
Pusionella pseudofusus.
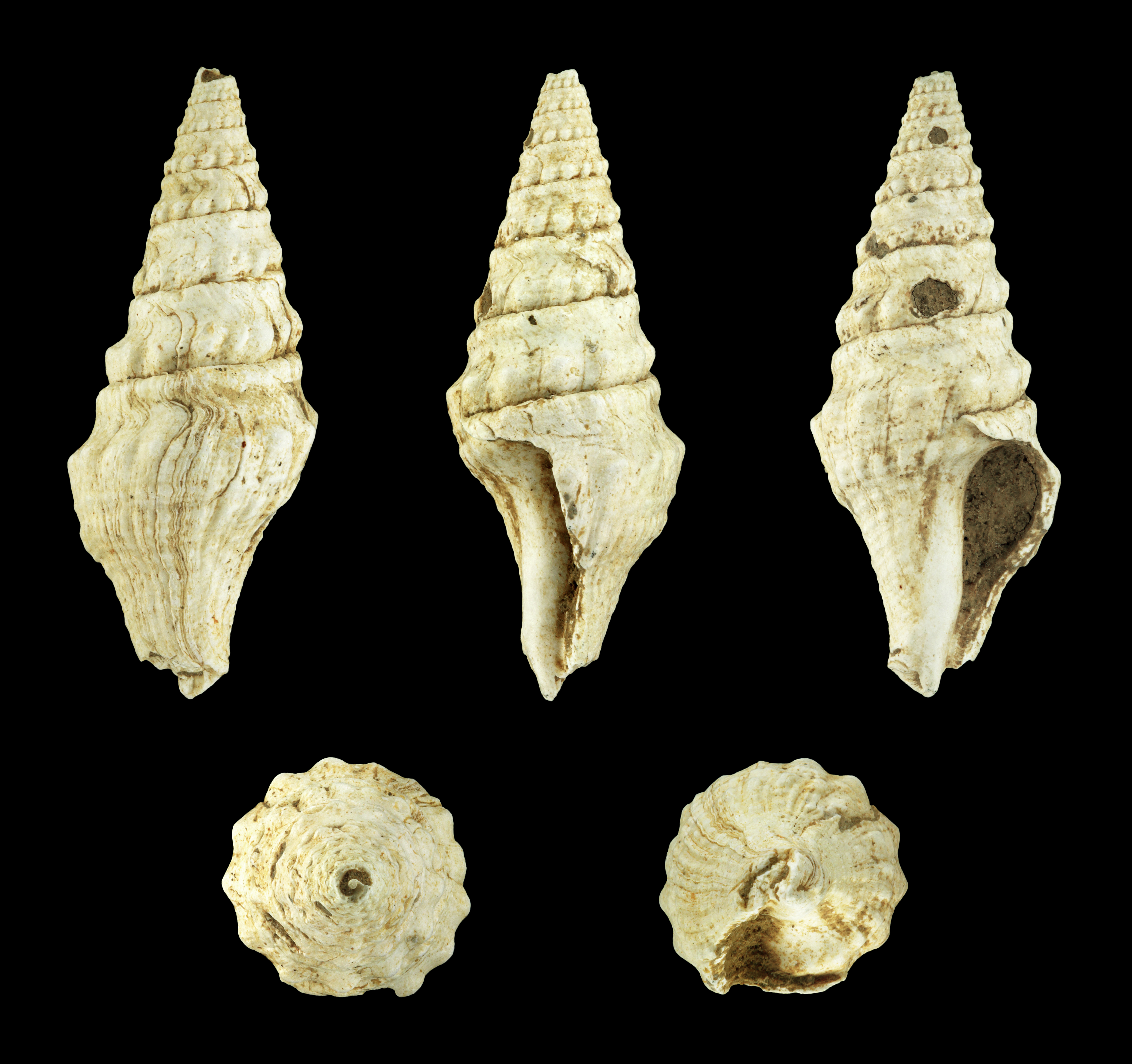
Trachelochetus romanus.
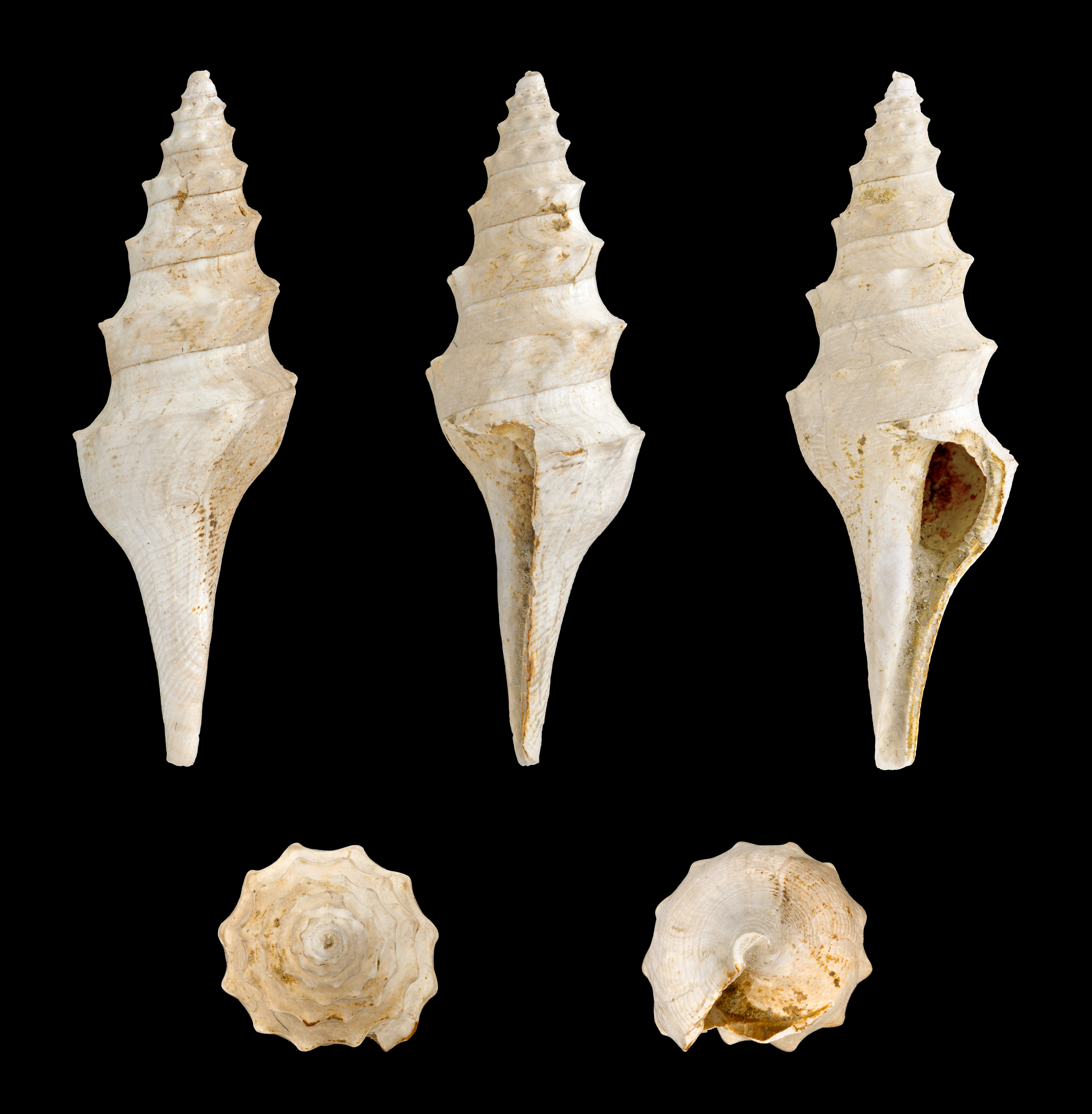
Turricula dimidiata.
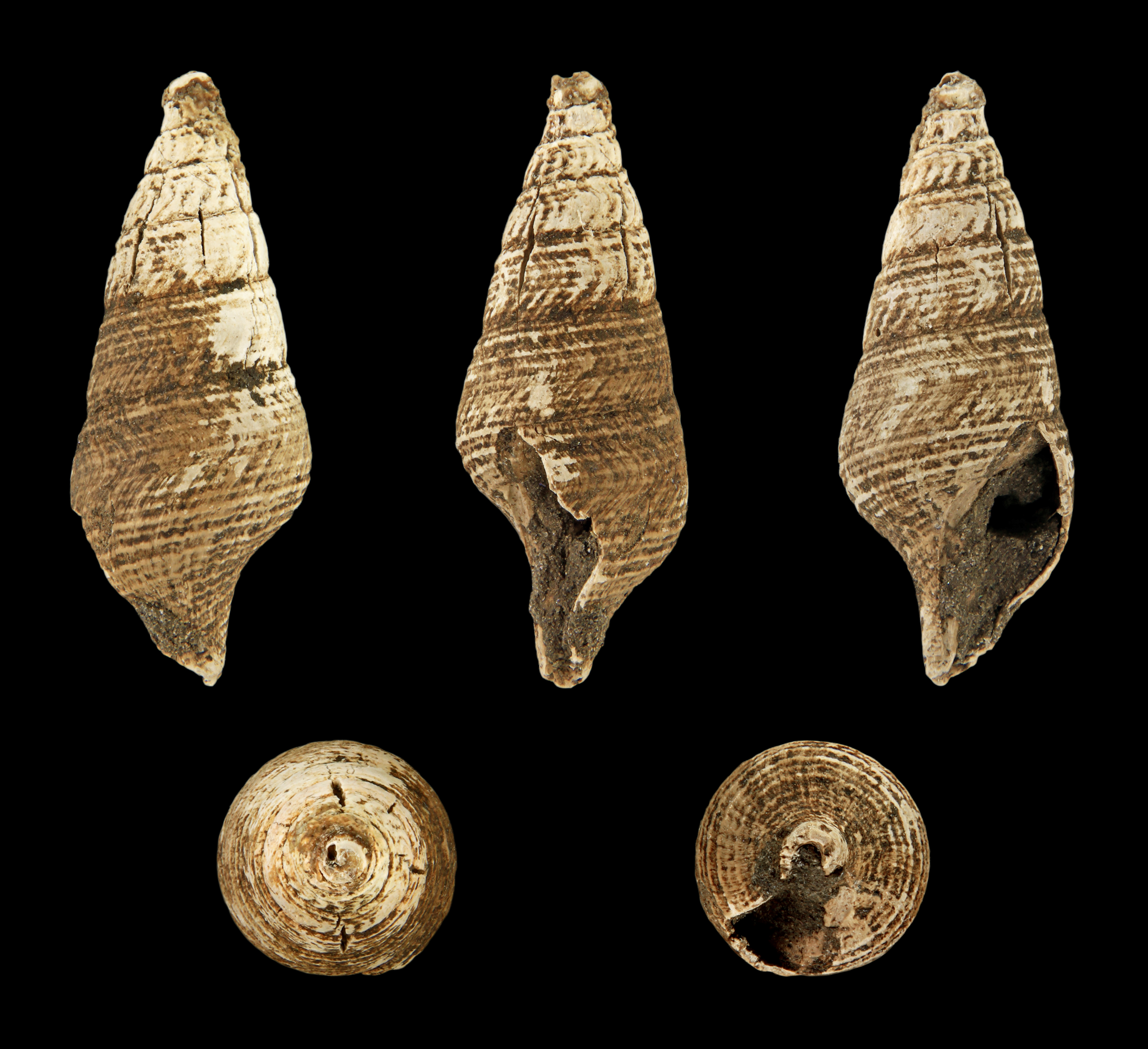
Fusiturris duchasteli flexiplicata.
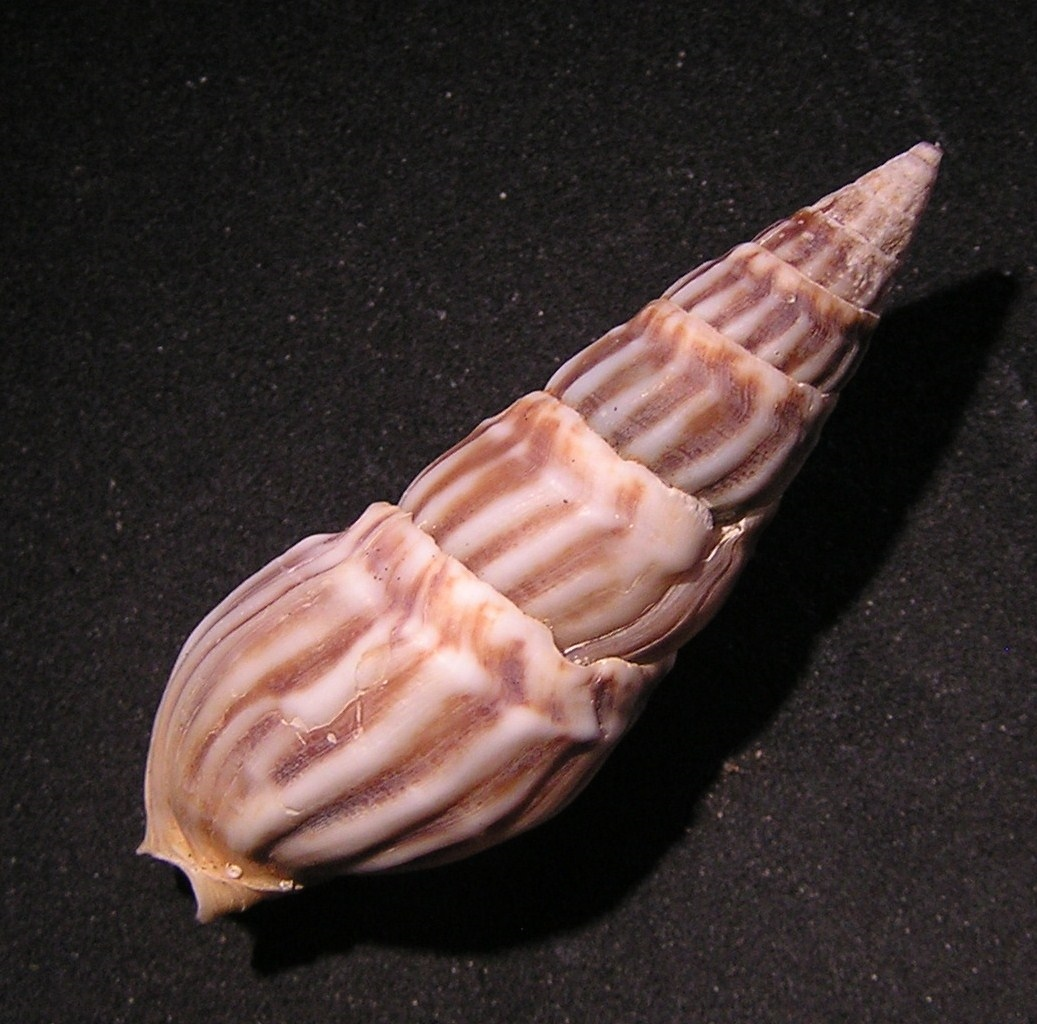
Clionella sinuata.
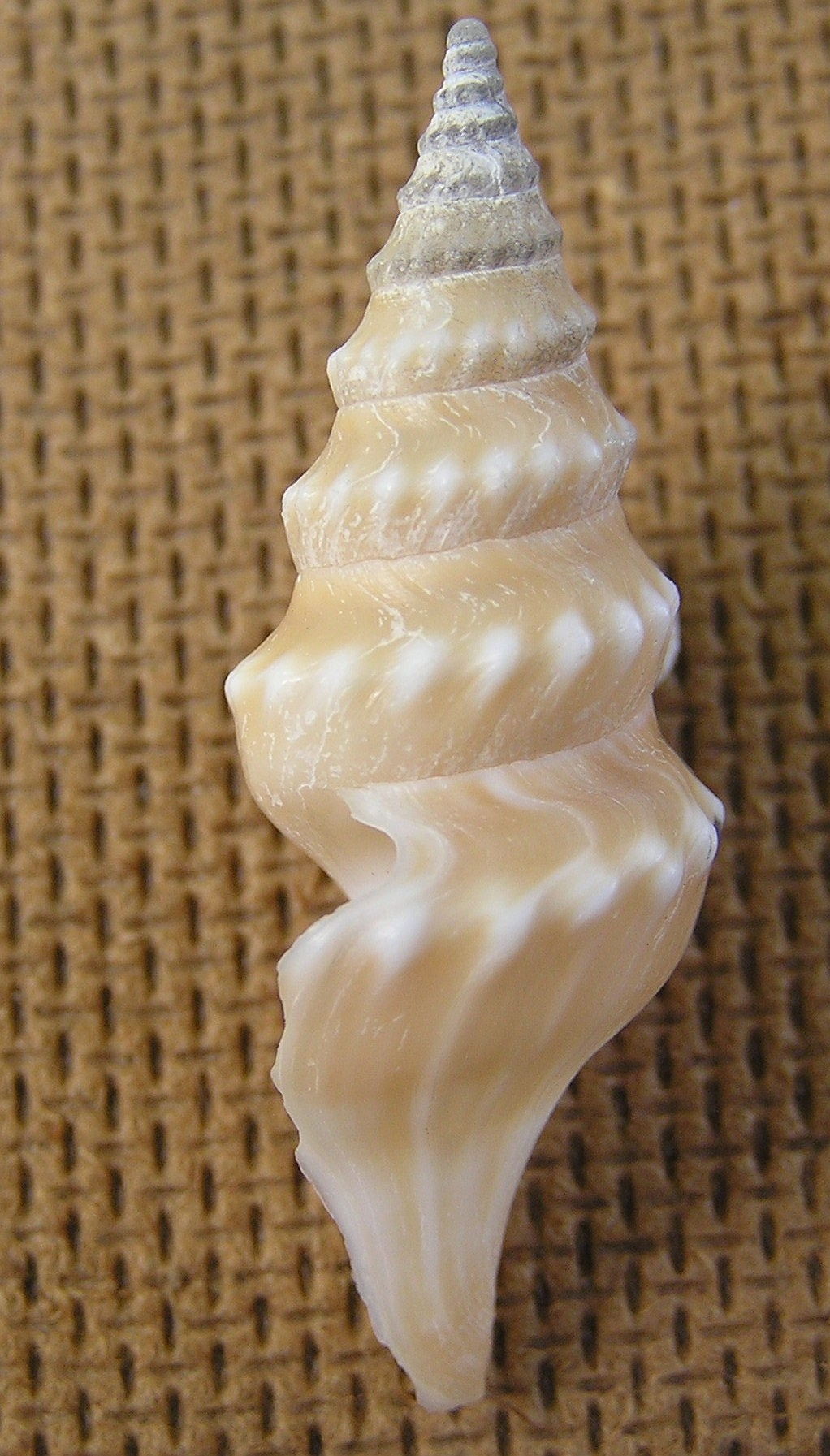
Makiyamaia coreanica.
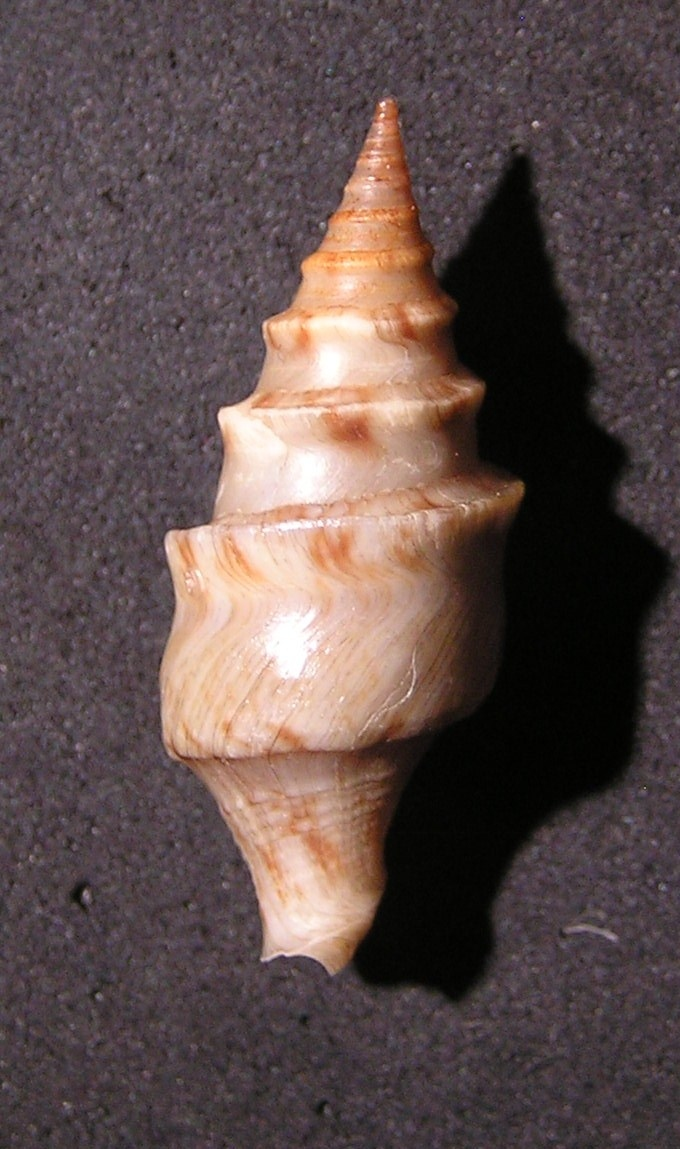
Perrona spirata.
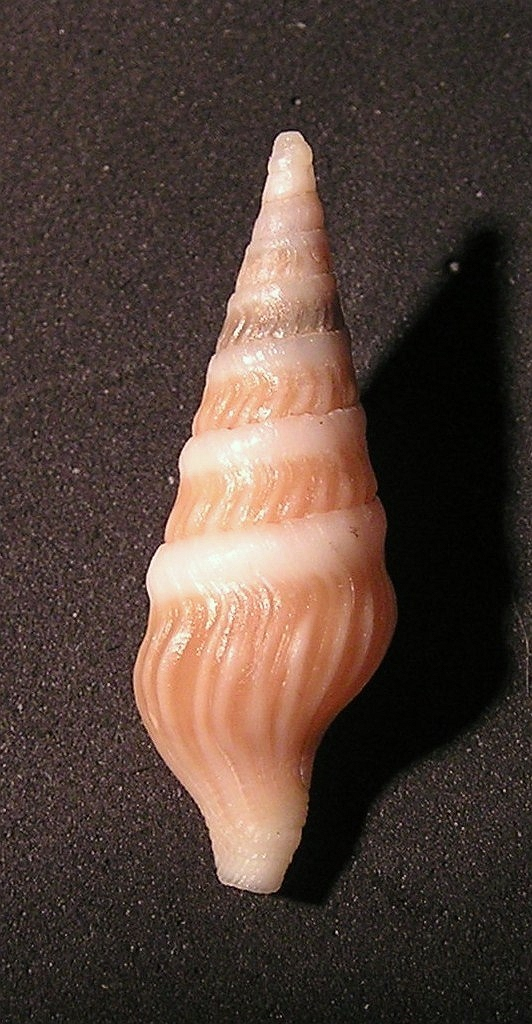
Toxiclionella haliplex.
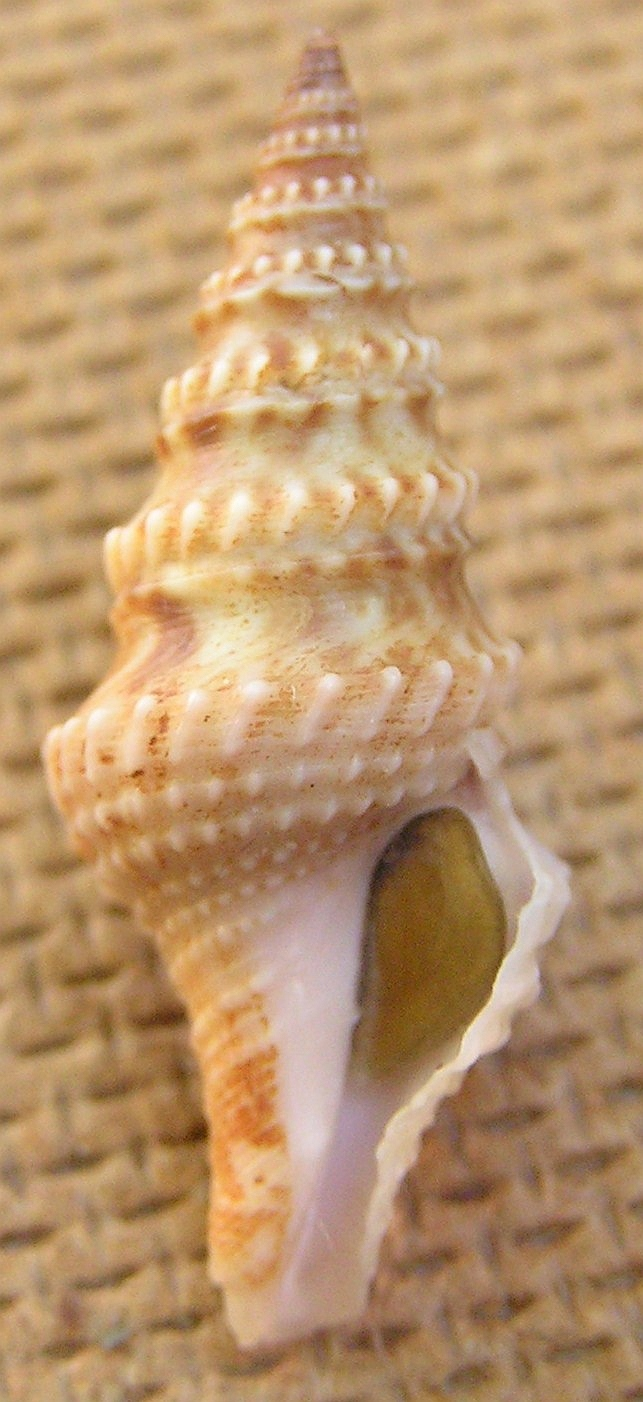
Clavatula lelieuri.
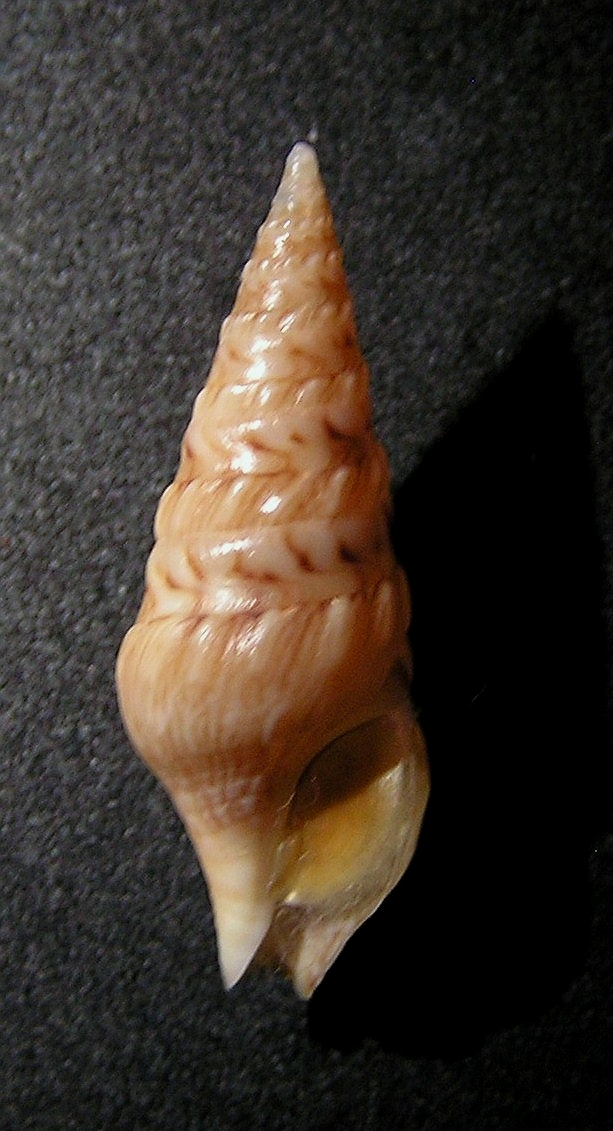
Clavatula tripartita.
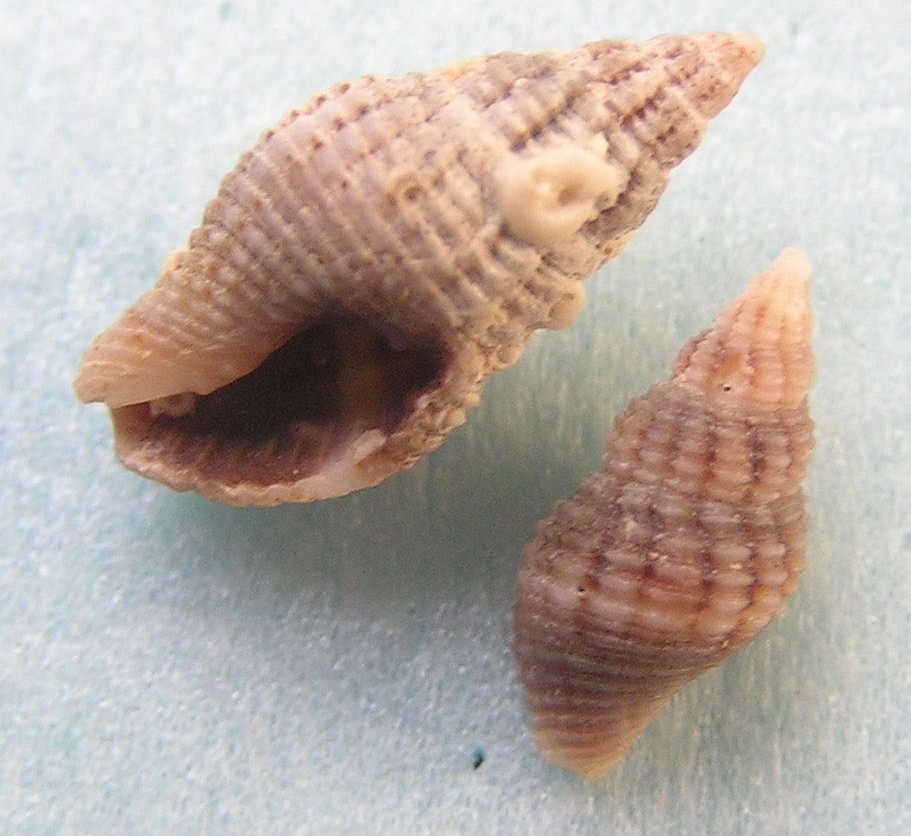
Clavatula rubrifasciata.
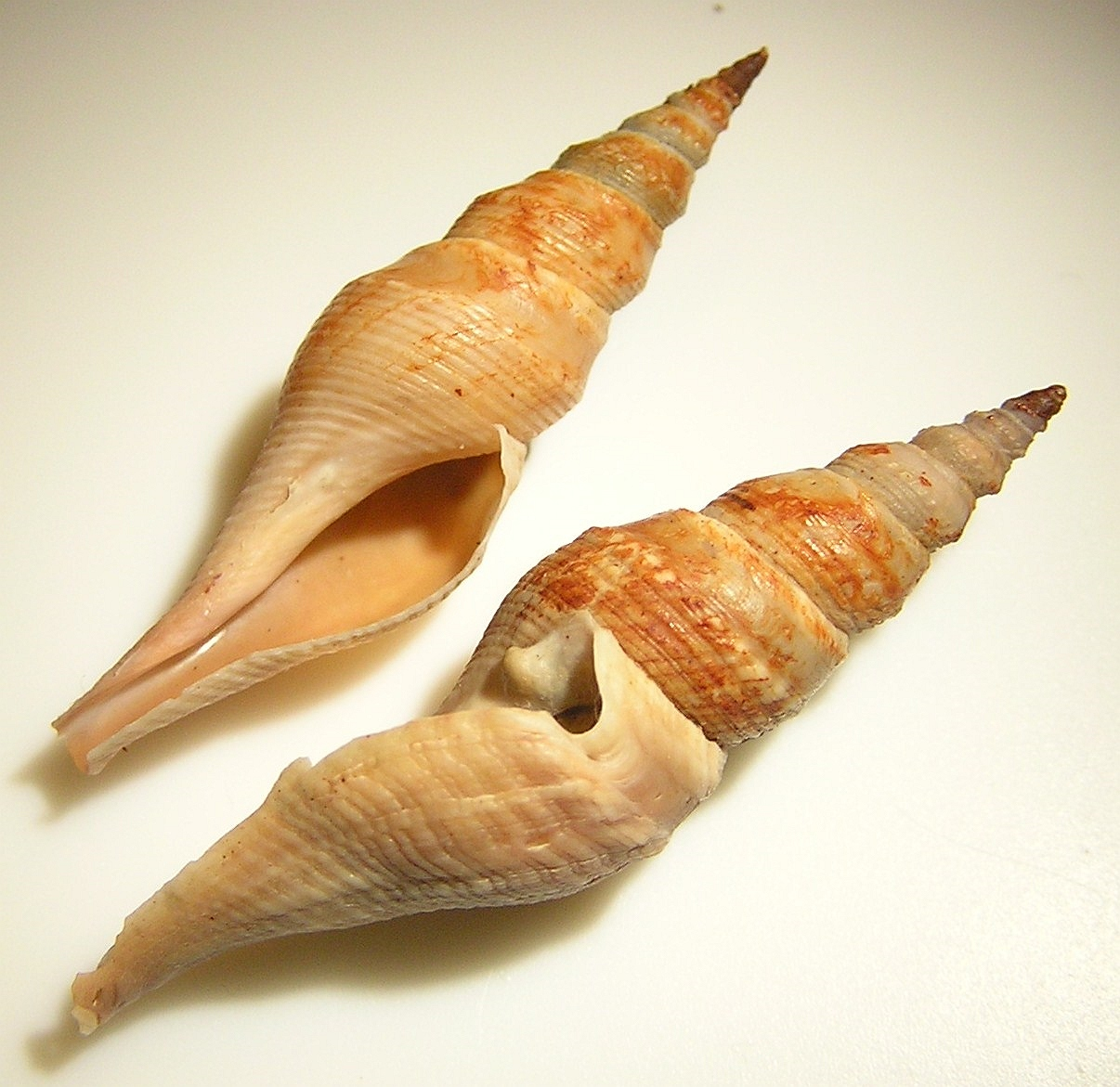
Clavatula flammulata.
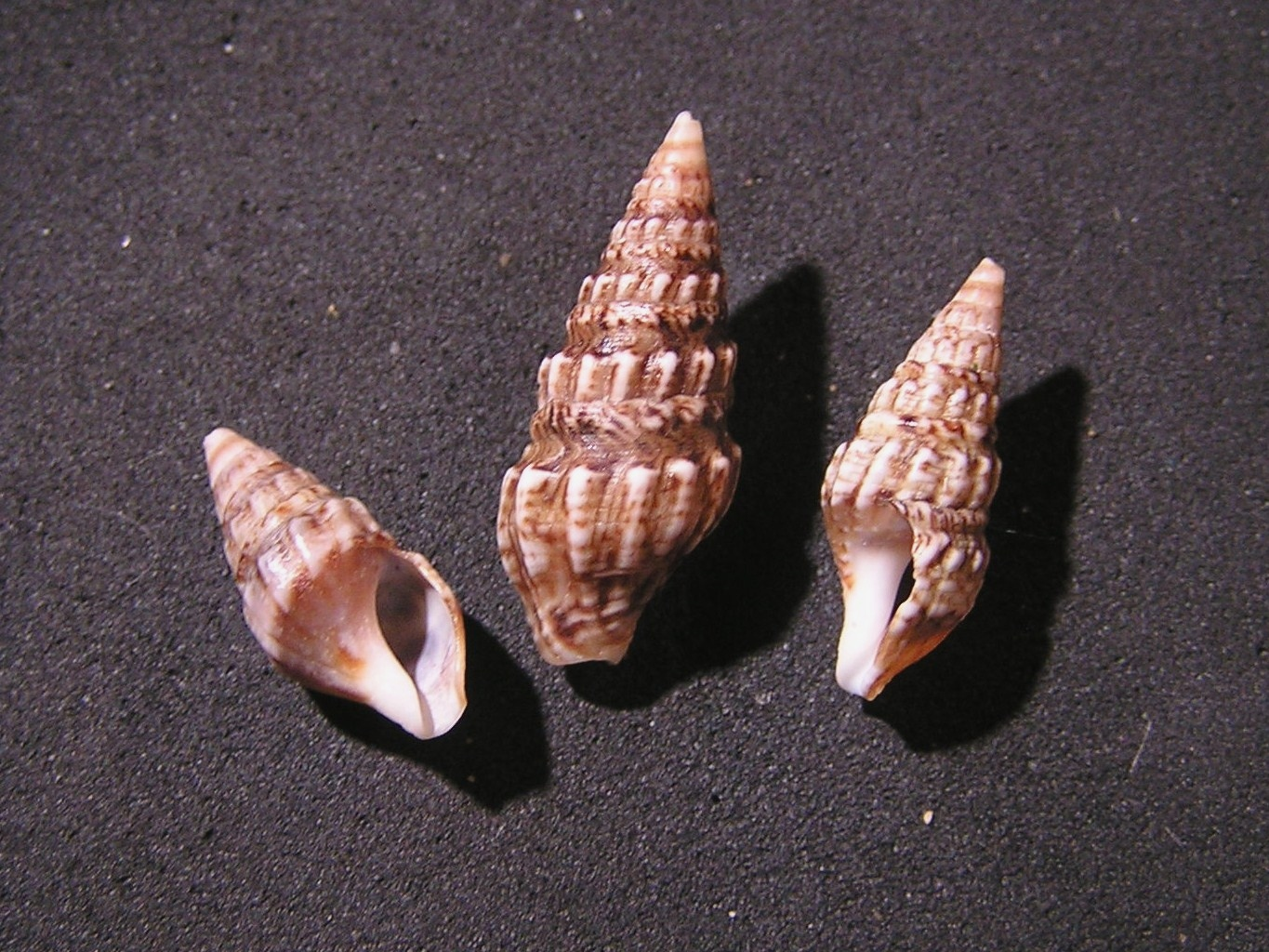
Clionella subventricosa.
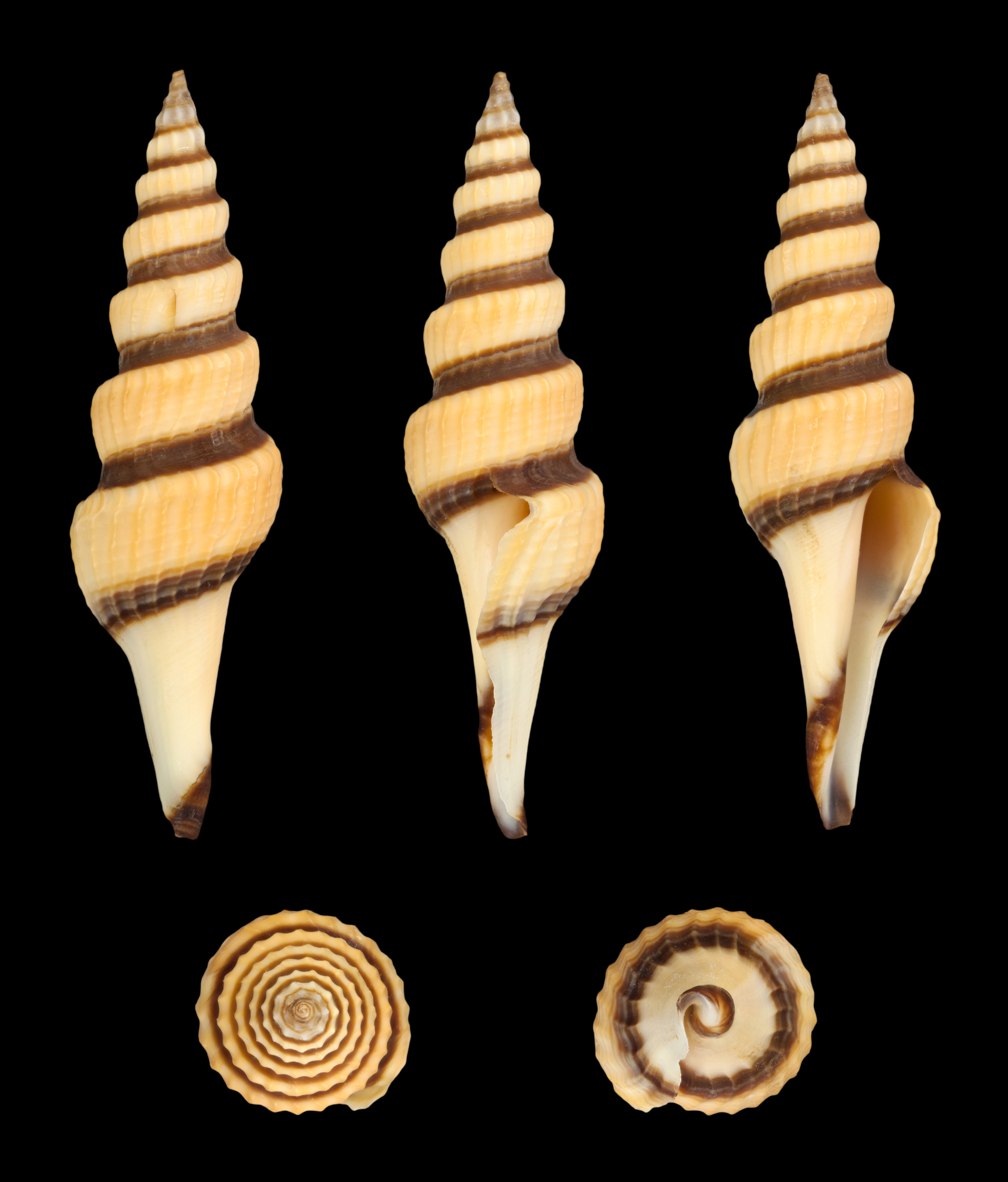
Fusiturris similis (en).

## Systématique
Le nom valide de ce taxon est Clavatulidae Gray, 1853.
Clavatulidae a pour synonymes :
- Clionellidae W. Stimpson, 1865
- Melatomidae Gill, 1871
- Pusionellinae Gray, 1853
- Turriculinae Powell, 1942